# Le Comte Nikolaï Dmitrievitch Gouriev
Le Comte Nikolaï Dmitrievitch Gouriev (aussi intitulé Le Comte Gouriev ou Portrait du comte Nikolaï Dmitrievitch Gouriev) est un portrait peint à l'huile par Jean-Auguste-Dominique Ingres en 1821. Il représente Nikolaï Dmitrievitch Gouriev (ru) fils du ministre des Finances Dmitri Gouriev et ancien aide de camp de l'empereur Alexandre Ier, alors ambassadeur de Russie à Rome et à Naples, peint par l'artiste durant son séjour à Florence. Depuis 1922, le tableau fait partie des collections du musée de l'Ermitage (inventaire 5678).

## Provenance
Commande privée du modèle qui le conserve jusqu'à sa mort en 1849, le tableau de 107 × 86 cm passe ensuite dans la collection de sa descendance (sa veuve jusqu'en 1871, E.D. Narychkina jusqu'en 1889 et A.N. Narychkina jusqu'en 1922). Il est acquis par le musée de l'Ermitage en 1922 (inventaire 5678).

## Description
Le comte Gouriev est représenté en buste, appuyé contre une balustrade dont on perçoit le rebord à gauche. Sa silhouette se détache sur un fond représentant un paysage d'Italie avec au loin des pins parasols et des collines, que surplombe un ciel orageux. Le modèle est représenté de trois-quarts vers la gauche, vêtu d'une veste noire recouverte d'un manteau de même couleur dont la doublure d'un rouge cramoisi associée à une écharpe rose « qui crée une barrière entre le spectateur et le modèle » selon Robert Rosenblum. Il retient de la main gauche le bord de son manteau, et de la main droite, appuyée sur la balustrade, un gant chamois. Son chapeau haut de forme noir est posé à gauche sur la balustrade.  La raideur et l'austérité du modèle, dont la tête est engoncée dans un col et un foulard blanc, sont accentuées par l'expression du visage au menton volontaire et au regard montrant un léger strabisme. Le portrait est signé « Ingres Fl(orence) 1821 », gravé en bas à gauche sur le parapet.

## Le modèle
Nikolaï Dmitrievitch Gouriev (ru), est le fils de Dmitri Gouriev, ministre des Finances du tsar Alexandre Ier. Gentilhomme de la chambre, il est enrôlé en 1810 dans l'armée impériale russe au service du régiment de la Garde, et participe jusqu'en 1814 aux différents conflits opposant le tsar à Napoléon Ier, notamment pendant la campagne de Russie. Plusieurs fois décoré, il quitte les armes en 1816 avec le grade de colonel et se met au service du tsar comme aide de camp en 1818. À la fin de 1821, année de la réalisation du portrait, il entre dans la diplomatie et devient ambassadeur du tsar à La Haye, à Naples et ministre plénipotentiaire à Rome. Lors de ses séjours à Rome et Florence pendant sa lune de miel, Gouriev est en contact avec plusieurs artistes auxquels il passe des commandes, notamment un buste représentant son épouse Marina Gourieva Narychkina, par le sculpteur Lorenzo Bartolini ami du peintre Ingres.

## Contexte
Le tableau appartient à la période toscane du peintre (1820-1824), et se situe entre la réalisation du portrait de Jeanne Gonin, et des portraits des époux Leblanc. Après avoir quitté Rome, Ingres s'installe à Florence sur l'invitation de son ami Lorenzo Bartolini. Cependant cette période fut pour l'artiste marquée par des problèmes financiers et une moindre reconnaissance. À la différence de sa période romaine, Ingres avait du mal à vivre de son art, les portraits des touristes qui constituaient le gros de sa clientèle romaine, se faisaient plus rare à Florence. La période est aussi marquée par une rivalité avec le peintre François-Xavier Fabre, déjà en place dans la ville toscane et probablement de par son influence dans le milieu, à l'origine de certaines des difficultés financières d'ingres. C'est dans le cadre d'une concurrence entre les deux artistes que le portrait du comte Gouriev est commandé. Le noble russe ayant en même temps commandé le portrait de son épouse Marina Gourieva Narychkina à Fabre. Les dimensions identiques des deux tableaux les destinaient à en faire des pendants. Toutefois le portrait de la comtesse par Fabre fut refusé par son commanditaire, la composition raide et figée ne le satisfaisant pas.